# 1118

## أحداث
- التوقيع على السلام بين إنكلترا والفلاندرز.[1]

## مواليد
- بلدوين الثاني
- تائيرا نو كييوموري
- توماس بيكيت
- نور الدين زنكي

## وفيات
- أحمد المستظهر بالله
- أديلايد ديل فاستو
- أرسلان شاه
- ألكسيوس الأول كومنينوس
- باسكال الثاني
- بالدوين الأول ثاني ملوك مملكة بيت المقدس
- فلاديمير ملك دوكليا
- فيليب هالستنسون ملك للسويد
- فيليبا، كونتيسة تولوز
- ماتيلدا من اسكتلندا
- محمد بن ملكشاه